# Eurukuttarus pileatus
Eurukuttarus pileatus är en fjärilsart som beskrevs av George Francis Hampson 1891. Eurukuttarus pileatus ingår i släktet Eurukuttarus och familjen säckspinnare. Inga underarter finns listade i Catalogue of Life.